# Sedan delivery
Sedan delivery is een lied dat werd geschreven door Neil Young. Aanvankelijk was het de bedoeling om het uit te brengen op het album Chrome dreams dat in 1977 had moeten uitkomen. Dit album kwam er echter niet. Hierdoor belandde Sedan delivery samen met andere nummers zoals Powderfinger en Pocahontas op het album Rust never sleeps in 1979. Dit album nam hij samen met Crazy Horse op. Een jaar eerder, in 1978, kwam het al te staan op het livealbum Live rust.
Het nummer komt dicht in de buurt van de muziek van de Sex Pistols, een punkband die populair was in de tweede helft van de jaren zeventig. Het is ook meteen het enige nummer van het album dat voor een deel gerekend kan worden tot de punkrock. Voor het andere deel neigen de rustige fases richting de psychedelische rock. De tekst bestaan uit meerdere geheel verschillende scènes achter elkaar. 
Er verschenen enkele covers van het lied, zoals op de B-kant van de single No one knows (1986) van The Feelies en op het album A fundamental experiment (2010) van Julian Lynch.